# Blake Michael
Blake Michael (né le 31 juillet 1996 à Atlanta en Géorgie aux États-Unis) est un acteur, réalisateur, scénariste, réalisateur artistique, Compositeur et DJ. Il est surtout connu pour avoir interprété le rôle de Charles "Charlie" Delgado dans le Disney Channel Original Movie Lemonade Mouth aux côtés de Bridgit Mendler, Hayley Kiyoko, Adam Hicks et Naomi Scott qui est sorti en 2011. De 2012 à 2015, il joue le rôle de Tyler James dans la série de Disney Channel #Doggyblog aux côtés de Genevieve Hannelius et Francesca Capaldi.

## Biographie
Né à Atlanta en Géorgie, Blake est le fils de l'actrice et productrice Monique Michael. Il s'inscrit à des cours de théâtre à l'âge de 5 ans par sa mère au Acting Studio. C'est là que Blake commence à aimer la comédie. Quand Blake est âgé de 6 ans, sa mère décide de lui trouver un agent qui pourrait lui trouver des rôles dans des films. Joy Pervis découvre son talent d'acteur et décide de devenir son agent. Sa apparition est dans une publicité pour le Bojangles' Chicke dans lequel il partage la vedette avec le footballeur américain, Jake Delhomme. Il est aussi apparu dans le clip Letters From War de Matt Shultz. Blake est aussi apparu dans des publicités comme Hasbro ou Cartoon Network. Peu après, il eut sa propre émission pour Cartoon Network pour les 6 à 11 ans. Blake a aussi fait équipe avec la chanteuse de pop country Celeste Kellogg et ont chanté ont duo Looking In Your Eyes. En juin 2010, Blake devient connu grâce à son rôle de Charlie Delgado dans le Disney Channel Original Movie Lemonade Mouth aux côtés de Bridgit Mendler, Hayley Kiyoko, Adam Hicks et Naomi Scott sorti en 2011. En 2010, il a réalisé le court-métrage "Anonymous". Depuis 2012, il incarne le rôle de Tyler James dans la série de Disney Channel #Doggyblog aux côtés des actrices Genevieve Hannelius et Francesca Capaldi. Blake aime patiner, jouer du tambour, aime le DJing et aussi de la natation.

## Filmographie

### En tant qu'acteur
- 2007 : October Road : Jeune Ronny
- 2008 : Jimmy délire : Un enfant
- 2008 : Elephant Juice[2] : Jim
- 2009 : Magellan[3] : Austin Brewer
- 2010 : No Limit Kids: Much Ado About Middle School[4] : Zach
- 2011 : The Mortician[5] : Enfant de la rue
- 2011 : Lemonade Mouth : Charles "Charlie" Delgado
- 2011 : Living with N.A.D.S.: The Jimmy Epson Story[6] : Jimmy Epson
- 2012 : True Blood : Alcide Herveaux (adolescent)
- 2012-2015 : #doggyblog : Tyler James
- 2013 : Melissa and Joey : Partenaire de théâtre de Lennox
- 2013 : Chosen[7] : Le patron d'un restaurant

### En tant que lui-même
- 2011 : Good Morning America
- 2011 : The View
- 2011 : Daybreak[8]
- 2012 : KARtv[9]
- 2014 : Radio Disney Music Awards
- 2014 : Win, Lose or Draw[10]

### En tant que réalisateur
- 2011 : Anonymous[11]
- 2013 : Notes of Hers[12]

### En tant que producteur
- 2011 : Anonymous[11]
- 2013 : Notes of Hers[12]

### En tant que scénariste
- 2011 : Anonymous[11]
- 2013 : Notes of Hers[12]

## Discographie
- 2010 : Looking In Your Eyes ft. Celeste Kellogg
- 2011 : Determinate ft. Bridgit Mendler, Naomi Scott, Hayley Kiyoko & Adam Hicks
- 2011 : More Than a Band ft. Bridgit Mendler, Naomi Scott, Hayley Kiyoko & Adam Hicks
- 2011 : Breakthrought ft. Bridgit Mendler, Naomi Scott, Hayley Kiyoko & Adam Hicks
- 2011 : Turn Up the Music ft. Bridgit Mendler, Naomi Scott, Hayley Kiyoko & Adam Hicks
- 2011 : Here We Go ft. Bridgit Mendler, Naomi Scott, Hayley Kiyoko & Adam Hicks
- 2011 : Livin' on a High Wire ft. Bridgit Mendler, Naomi Scott, Hayley Kiyoko & Adam Hicks
- 2013 : Une chanson pour Notes of Hers

## Liens Externes
- Notices d'autorité :   - VIAF
  - ISNI
  - LCCN
  - GND
  - WorldCat
- Ressources relatives à l'audiovisuel :   - IMDb
  - Rotten Tomatoes
- Site Officiel